# Championnat des Antilles néerlandaises de football 1974
Navigation
Saison 1972 Saison suivante
La saison 1974 du Championnat des Antilles néerlandaises de football est la douzième édition de la Kopa Antiano, le championnat des Antilles néerlandaises. Les deux meilleures équipes de Curaçao et d'Aruba ainsi que le champion de Bonaire se rencontrent lors d'un tournoi inter-îles. 
Les cinq clubs qualifiés sont regroupés au sein d'une poule unique où chaque équipe rencontre deux fois ses adversaires. L'équipe en tête de la poule est sacrée championne des Antilles néerlandaises.
C'est le CRKSV Jong Colombia, tenant du titre, qui est à nouveau sacré cette saison après avoir terminé en tête de la poule, devant le Real Rincon, champion de Bonaire. Il s’agit du quatrième titre de champion des Antilles néerlandaises de l’histoire du club.
Le vainqueur de la Kopa Antiano et son dauphin se qualifient pour la Coupe des champions de la CONCACAF 1974.

## Compétition
Le barème utilisé pour établir le classement est le suivant :
- Victoire : 2 points
- Match nul : 1 point
- Défaite : 0 point

### Championnat d'Aruba
- Le SV Estrella est sacré champion d'Aruba, devant le SC Aruba. Les deux clubs se qualifient pour la Kopa Antiano.

### Championnat de Bonaire
| Rang | Équipe       | Pts | J  | G  | N | P  | Bp | Bc | Diff |
| ---- | ------------ | --- | -- | -- | - | -- | -- | -- | ---- |
| 1    | Real RinconT | 25  | 15 | 10 | 5 | 0  | 45 | 12 | +33  |
| 2    | SV Vitesse   | 23  | 15 | 11 | 1 | 3  | 44 | 11 | +33  |
| 3    | SV Estrellas | 18  | 15 | 8  | 2 | 5  | 38 | 25 | +13  |
| 4    | SV Vespo     | 16  | 15 | 6  | 4 | 5  | 42 | 27 | +15  |
| 5    | SUNT         | 6   | 15 | 3  | 2 | 10 | 22 | 34 | -12  |
| 6    | Teach United | 0   | 15 | 0  | 0 | 15 | 5  | 87 | -82  |

|  | Champion de Bonaire 1973 et qualification pour la Kopa Antiano |
|  | Relégation directe en deuxième division                        |
|  | T : Tenant du titre P : Promu de deuxième division             |

### Championnat de Curaçao
| Rang | Équipe                     | Pts | J  | G | N | P | Bp | Bc | Diff |
| ---- | -------------------------- | --- | -- | - | - | - | -- | -- | ---- |
| 1    | CRKSV Jong Colombia        | 21  | 14 | 9 | 3 | 2 | 22 | 11 | +11  |
| 2    | SV Veendam                 | 18  | 14 | 7 | 4 | 3 | 19 | 14 | +5   |
| 3    | RKSV Scherpenheuvel        | 17  | 14 | 8 | 1 | 5 | 29 | 19 | +10  |
| 4    | RKSV Centro Dominguito     | 17  | 14 | 6 | 5 | 3 | 17 | 12 | +5   |
| 5    | CRKSV Jong Holland         | 17  | 14 | 6 | 5 | 3 | 19 | 16 | +3   |
| 6    | Sport Unie Brion-TrappersT | 10  | 14 | 3 | 4 | 7 | 16 | 22 | -6   |
| 7    | SV Victory BoysP           | 7   | 14 | 2 | 3 | 9 | 11 | 23 | -12  |
| 8    | RKVFC Sithoc               | 5   | 14 | 0 | 5 | 9 | 8  | 24 | -16  |

|  | Champion de Curaçao 1973 et qualification pour la Kopa Antiano |
|  | Qualification pour la Kopa Antiano                             |
|  | T : Tenant du titre P : Promu de deuxième division             |

- Il n'y a pas de relégation cette saison du fait du passage du championnat de 8 à 10 clubs.

### Kopa Antiano
| Rang | Équipe               | Pts | J | G | N | P | Bp | Bc | Diff |  | Résultats (▼ dom., ► ext.) | JCo | Rea | Est | Vee | SCA |
| ---- | -------------------- | --- | - | - | - | - | -- | -- | ---- |  | -------------------------- | --- | --- | --- | --- | --- |
| 1    | CRKSV Jong ColombiaT | 13  | 8 | 6 | 1 | 1 | 11 | 5  | +6   |  | CRKSV Jong ColombiaT       |     | 1-1 | 1-0 | 2-1 | 1-0 |
| 2    | Real Rincon          | 10  | 8 | 4 | 2 | 2 | 12 | 11 | +1   |  | Real Rincon                | 1-2 |     | 2-1 | 0-3 | 2-0 |
| 3    | SV Estrella          | 9   | 8 | 4 | 1 | 3 | 13 | 11 | +2   |  | SV Estrella                | 1-0 | 2-3 |     | 0-0 | 2-1 |
| 4    | SV Veendam           | 7   | 8 | 3 | 1 | 4 | 9  | 8  | +1   |  | SV Veendam                 | 0-1 | 1-2 | 1-2 |     | 2-1 |
| 5    | SC Aruba             | 1   | 8 | 0 | 1 | 7 | 7  | 17 | -10  |  | SC Aruba                   | 1-3 | 1-1 | 3-5 | 0-1 |     |

|  | Qualification pour la Coupe des champions de la CONCACAF 1974 |
|  | T : Tenant du titre                                           |

## Bilan de la saison
| Championnat des Antilles néerlandaises de football 1974 |                                |
| Champion                                                | CRKSV Jong Colombia (4e titre) |
| Qualifications continentales                            |                                |
| Coupe des champions de la CONCACAF 1974                 | CRKSV Jong Colombia            |
| Coupe des champions de la CONCACAF 1974                 | Real Rincon                    |
| Promotions et relégations                               |                                |
| Promus en Kopa Antiano                                  | Aucun                          |
| Relégués                                                | Aucun                          |